# Curta!
O Curta! é um canal de televisão por assinatura brasileiro fundado em 1 de novembro de 2012. É um canal independente, dedicado às artes, cultura e humanidades. Documentários em curta, média e longa-metragem predominam em sua programação, que traz também séries e cinema de ficção. O Curta! também dedica os seus intervalos ao jornalismo e parcerias culturais, sem intervalos comerciais.

## História
Fundado em 1 de novembro de 2012, o canal se tornou conhecido pelo público após a regulamentação da Agência Nacional do Cinema (Ancine) que concedeu a alguns canais o título de "superbrasileiros", dentre este o Curta!, Cine Brasil TV, Prime Box Brazil e TV Climatempo.